# 罗彭茨维莱尔
罗彭茨维莱尔（法語：Roppentzwiller，法語發音：[ʁɔpəntsvilɛʁ] ⓘ）是法国上莱茵省的一个市镇，属于阿尔特基什区。

## 地理
罗彭茨维莱尔（47°32'25"N, 7°19'55"E）面积4.15 平方千米，位于法国大東部大區上莱茵省，该省份为法国东部内陆省份，是阿尔萨斯的一部分，今与下莱茵省组成了阿尔萨斯欧洲集体，其北临下莱茵省，西接孚日省，西南接贝尔福地区省，东侧沿莱茵河与德国相望，南与瑞士接壤。
与罗彭茨维莱尔接壤的市镇（或旧市镇、城区）包括：米埃斯帕克、迪默纳克、旧费雷特、瓦尔迪戈芬。
罗彭茨维莱尔的时区为UTC+01:00、UTC+02:00（夏令时）。

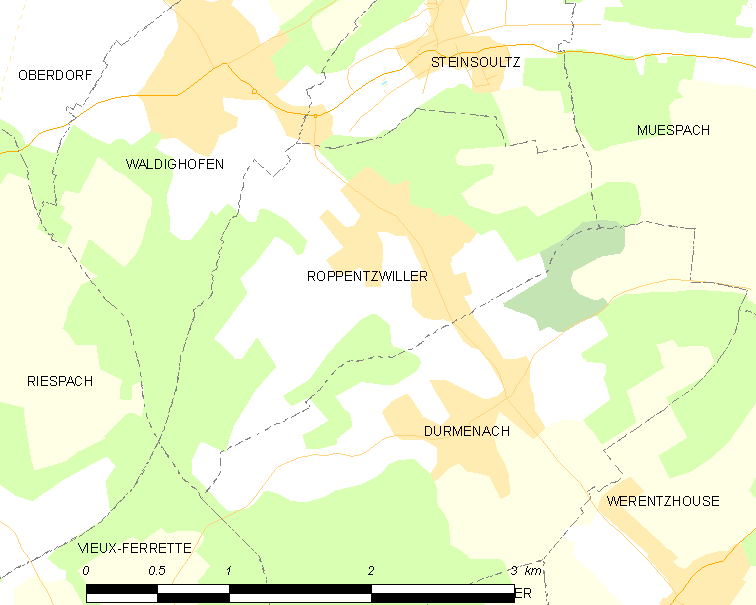
罗彭茨维莱尔的OSM定位图

## 行政
罗彭茨维莱尔的邮政编码为68480，INSEE市镇编码为68284。

## 政治
罗彭茨维莱尔所属的省级选区为阿尔特基什县。

## 人口

1962-2008年间罗彭茨维莱尔人口变化图示

罗彭茨维莱尔于2022年1月1日时的人口数量为665人。